# Бём, Катарина
Катарина Бём (нем. Katharina Böhm, род. 20 ноября 1964 г. Соренго, Швейцария) — современная австрийская и немецкая актриса.

## Жизнь и творчество
Происходит из актёрской фамилии с давними традициями. Дочь Карлхайнца Бёма и его третьей супруги, актрисы Барбары Ласc, внучка дирижёра Карла Бёма. Творческий дебют состоялся в возрасте 12-ти лет в сериале «Хейди» (Heidi (1978)) швейцарского телевидения, где сыграла роль Клары. После обучения актёрскому мастерству в театральной школе Краусс (Schauspielschule Krauss) нескольких начальных ролей в теле- и киносериалах получила известность, снявшись на телевидении с большим успехом в сериале «Наследство Гульденбургов» (Das Erbe der Guldenburgs). В 1988 году К.Бём поступает в  «Театр в Йозефштадте» и до 1992 года выступает преимущественно на театральной сцене. В Вене она выступает в таких спектаклях, как «Я не Раппопорт» (Ich bin nicht Rappaport) Герба Гарднера, «Отелло не должен провалиться», в российской постановке 2005 года «Одолжите тенора!» (Оthello darf nicht platzen) Кена Людвига и «Цветок кактуса» (Die Kaktusblüte) Эйба Барроу. В Италии К. Бём снимается в роли Ливии Бурландо в многочисленных телесериях о комиссаре Монтальбано режиссёра Андреа Камиллери (Il Commissario Montalbano), а также участвует в лентах сериала «Детская клиника» (Die Kinderklinik) в роли доктора Анжелы Манчинелли. С 2012 года актриса играет главную роль комиссара криминальной полиции Веры Ланц в сериале «Начальница» (Die Chefin), создающемся вплоть до настоящего времени на телеканале ZDF (Германия).
Проживает вместе с сыном Самуэлем (род. 1998) в пригороде Мюнхена.

## Фильмография (избранное)
| - 1978: Heidi] - 1979: Lucky Star - 1980: Die Einfälle der heiligen Klara - 1983: Es gibt noch Haselnußsträucher - 1983: Kaltes Fieber - 1985: Bluterbe - 1986: Tarot - 1986: Of Pure Blood - 1987—1990: Das Erbe der Guldenburgs - 1990: Magdalene - 1993: Die Kinderklinik (iна итальянском языке) - 1995: Fesseln - 1995: Alles außer Mord! (телесериал, серия Tödlicher Irrtum) - 1995: Um die 30 - 1995: Noël et après - 1996: Conversation with the Beast - 1996: Der König (телесериал, серия Verliebt, verlobt, tot) - 1996: Living Dead - 1996: Mein Baby soll leben - 1996: Das Traumschiff — Sydney - 1996: A rischio d’amore - 1997: Die Unzertrennlichen - 1997: Der große Lacher - 1998: Gigolo — Bei Anruf Liebe - 1998: Polizeiruf 110: Rot ist eine schöne Farbe - 1999: Geliebte Gegner (TV) - 1999—2002: Il Commissario Montalbano (телесериал, восемь серий) - 1999: Paul und Clara — Liebe vergeht nie - 2000: Die Ehre der Strizzis (TV) - 2000: Die Braut meines Freundes - 2000: Die Nacht der Engel - 2000: Rette deine Haut! - 2000: Zwischen Liebe und Leidenschaft - 2001: Ein Sommertraum - 2001: Tatort: Nichts mehr im Griff - 2001—2008: Siska (телесериал, две серии) - 2001: Die Braut meines Freundes | - 2002: Die Zeit mit dir - 2002: Der Freund von früher - 2002—2010: Der Alte (телесериал, четыре серии) - 2003—2005: Nachtschicht (телесериал, три серии) - 2003: Dann kamst du - 2003: Der zehnte Sommer - 2003: Ich werde immer bei euch sein - 2003: Gefährliche Gefühle - 2004: René Deltgen — Der sanfte Rebell (телевизионный документальный фильм) - 2005: Wolffs Revier (телесериал, серия Kunstschuss) - 2005: Was für ein schöner Tag - 2005: Tausche Kind gegen Karriere - 2006: Schuld und Rache - 2006: Stunde der Entscheidung - 2007: Alma ermittelt — Tango und Tod - 2007: Die andere Hälfte des Glücks - 2007: Zu schön für mich - 2007: Eine folgenschwere Affäre - 2007: Das 100 Millionen Dollar Date - 2007: Wiedersehen in Verona - 2008: Die Sache mit dem Glück - 2008: Der russische Geliebte - 2008: Zeit zu leben - 2008: Hinter dem Spiegel - 2009: Ein Dorf schweigt - 2009: Bis an die Grenze - 2009: Ein Fall für zwei (телесериал, серия Schmerz der Liebe) - 2009: Durch diese Nacht - 2010: Das Geheimnis in Siebenbürgen - 2010: Sechs Tage Angst - 2010: Solange du schliefst - 2010: Kommissar Stolberg (телесериал, серия Nachtgestalten) - 2011: Mord in bester Familie - 2012: Die Tote ohne Alibi - 2012: Jeder Tag zählt - 2012: Russisch Roulette - 2012: Am Ende der Lüge (телефильм) - seit 2012: Die Chefin |